# Asilostoma palpalis
Asilostoma palpalis är en tvåvingeart som beskrevs av Malloch 1928. Asilostoma palpalis ingår i släktet Asilostoma och familjen lövflugor.
Artens utbredningsområde är Panama. Inga underarter finns listade i Catalogue of Life.